# Barevná vývojka

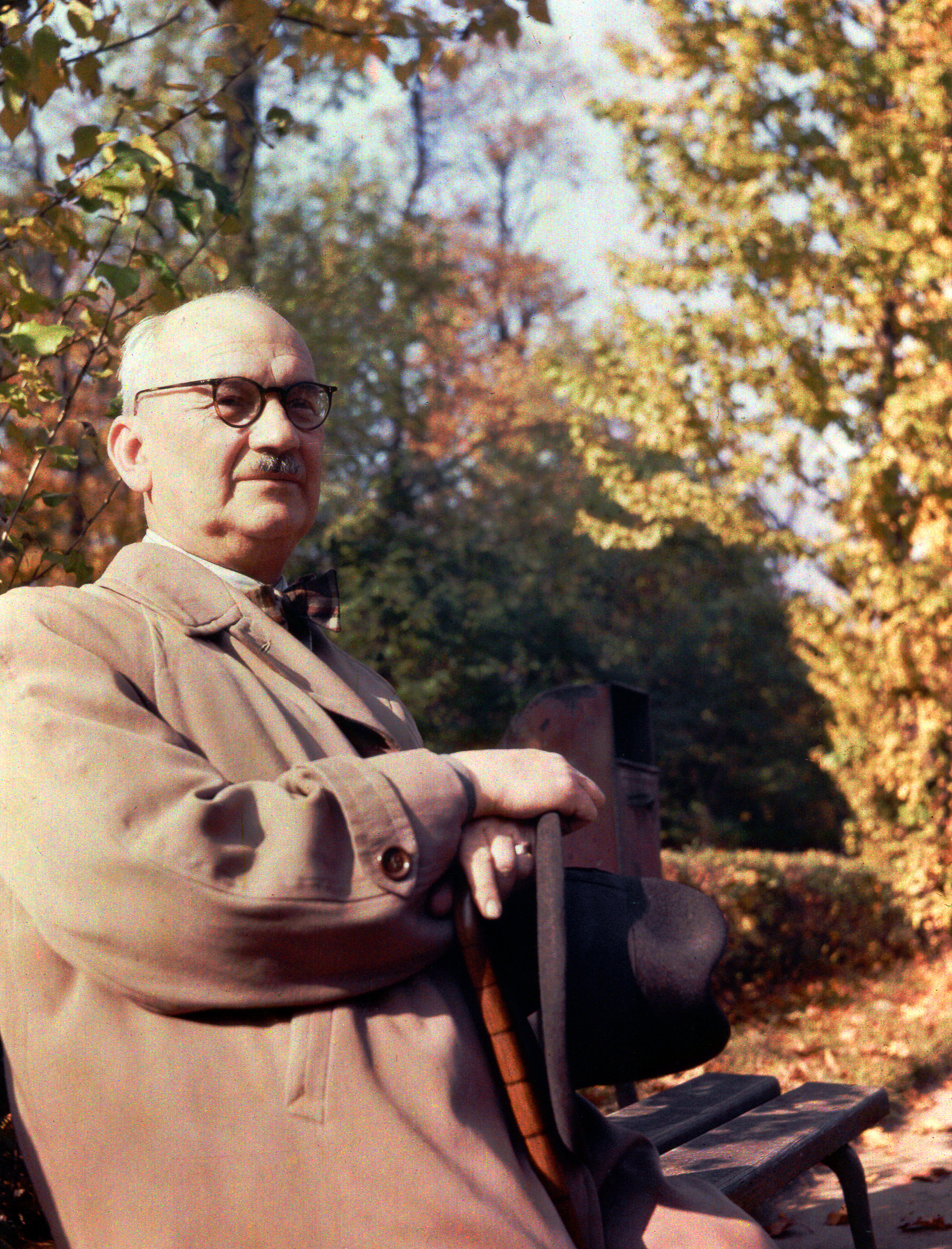
Barevná fotografie, 1956

Barevná vývojka je chemická sloučenina (nebo roztok s obsahem této sloučeniny), která reaguje s jednotlivými barvotvornými složkami (žlutou, purpurovou a azurovou) barevného fotografického filmu nebo papíru za vzniku azometínových nebo chinónimínových barviv, které pak vytvářejí barevný obraz.

## Historie
V roce 1910 si německý chemik Rudolf Fischer při svých experimentech všiml, že některé deriváty p-fenylendiaminu poskytují při vyvolávání reaktivní oxidační produkty, které se sloučeninami s aktivní methylenovou skupinou vytvářejí barevné produkty. Svůj objev si nechal v roce 1912 patentovat a princip, který vyvinul se stal základem většiny barevných fotografických procesů, které se používají dodnes.

## Charakteristika
Dnes se používají především nesymetricky substituované deriváty p-fenylendiaminu, které mají jednu primární aminoskupinu (ta kopuluje za vzniku barviv) a jednu terciární aminoskupinu, substituovanou převážně krátkými nerozvětvenými a / nebo hydrofilními alkyly (ethyl, 2-hydroxyethyl, 2-metansulfonylaminoetyl, butyl atd..). Častá je také substituce methylem v poloze ortho (1,2) k primární aminoskupině, která usnadňuje transfer elektronů a tím redukci stříbra, což se projeví vyšší aktivitou a rychlostí vyvolávání (tato substituce je typická pro proces společnosti Kodak).
První Fischerem použité sloučeniny byly 4-aminofenol a p-fenylendiamin (1,4-diaminobenzen). Barviva, vzniklé ze 4-aminofenolu se ukázaly být příliš nestálé na to, aby se uplatnily v barevné fotografii, proto se Fischer zaměřil hlavně na sloučeniny p-fenylendiaminu.

### N,N-dimetyl-p-fenylendiamin (DMPD)
N,N-dimetyl-p-fenylendiamin byl jeden z prvních derivátů, které se zkoumaly pro možnost potenciálního využití v barevné fotografii, ale v praxi se neujal, protože byl vytlačen N, N-dietylanalogem (viz níže). Dnes se používá v bakteriologii jako redoxní indikátor při oxidázovém testu (test na přítomnost cytochrom-c-oxidázy nebo indofenol-oxidázy).

### Colour Developing Agent 1 (CD-1)
N,N-dietyl-p-fenylendiamin známý též pod označeními Colour Developing Agent 1, CD1, T-22 nebo TSS byl první derivát p-fenylendiaminu, který se používal hromadně jako baervná vývojka v negativním i pozitivním procesu (zde ho však nahradil jeho méně toxický derivát T-32). Typickým příkladem jeho použití byl barevný fotografický proces vyvinutý společností Agfa, známý také jako Agfacolor, na kterém byly založeny i procesy společností ORWO, FOMA, Forte atd. Jeho velkou nevýhodou je vysoká toxicita a u pracovníků, kteří s ním dlouhodobě pracovali, způsoboval těžké kontaktní alergie.